# 國書 (齊國)
国书（？—？），春秋时代齐国的大夫，國夏的儿子。
参与杀齐悼公，立齐简公，国氏重新恢复执政。前484年春，齐国为鄎之故，国书、高无丕率军伐鲁国，到清地。鲁哀公会吴王夫差伐齐国。五月，吴国中军从王，胥门巢将上军，王子姑曹将下军，展如将右军。齐国国书将中军，高无丕将上军，宗楼将下军。五月廿七日，艾陵之战，展如击败高无丕，国书败胥门巢。吴王助鲁，大败齐师。擒获国书、公孙夏、闾丘明、陈书、东郭书，八百乘革车，三千甲首，给鲁哀公。